# Banque coloniale juive
La Banque coloniale juive (en anglais : Jewish Colonial Trust, en hébreu : אוצר התישבות היהודיים) est la première banque sioniste, créée à l'initiative de Theodor Herzl à Londres, en mars 1899, sur décision du second Congrès sioniste de 1898. 
Ce fonds sert d'instrument financier à l'Organisation sioniste. Selon son premier directeur Zalman David Levontin (de), son objet était d'établir une institution légale « bien dotée pour négocier avec des entreprises et des royaumes, afin d’acquérir officiellement des licences, droits et concessions nécessaires à notre installation sur notre terre ancestrale, et afin d'avoir le moment venu les moyens financiers pour les travaux publics ».
Les familles juives aisées engagées dans le projet sont, au cours des trois premières années, déçues du montant des fonds récoltés. En revanche, ce sont les Juifs d'Europe orientale qui, dans l'engouement entourant l'idée de création d'un État Juif, répondent présents par l'acquisition de titres boursiers. En 1902, la Banque coloniale juive  crée la Banque anglo-palestinienne, qui progressivement concentre en elle les principales fonctions initialement remplies par le Fonds lui-même. Elle fait office jusqu'en 1954 de Banque nationale d'Israël.
La Banque coloniale juive cesse de fonctionner comme société, et devient responsable des relations entre la Banque nationale d'Israël et le mouvement sioniste ainsi que de la gestion des titres des actionnaires.